# 要石勝右衛門
要石 勝右衛門（かなめいし かつえもん、かなめいし かちえもん、生年不明 - 寛政3年（1791年1月11日）は、江戸時代の小結。安芸国（現在の広島県広島市安佐南区）出身。本名、築島。
安永7年（1778年）11月、要石勝右衛門で東二段目に付き出され、翌々場所の8年10月にいきなり西小結に抜擢された。しかし8戦全敗に終わり翌9年3月二段目に落ち、さらに天明元年10月には三段目の陥落。天明4年3月に二段目に復帰した、天明6年11月に築島と改めたが、天明7年5月限りで以後、江戸には出場しなかった。大坂では天明8年8月まで番付に見られる。『相撲地名評判記』に「大関、要石勝右衛門」の記述が見られ、『相撲今昔物語』の「当時相撲姓名江戸之部」「近世よりの相撲姓名」の中に「廣嶋後築嶋と名乗、また掛嶋とも名乗る」とあるが、いずれも詳細は不明。